# Laat me los
Laat me los is een nummer van de Nederlandse zangeres S10 en de Zeeuwse band BLØF. Het werd als single uitgebracht op 8 juli 2022 en stond in oktober 2022 als zevende track op het album Ik besta voor altijd zolang jij aan mij denkt van S10.

## Achtergrond
Het duet werd voor het eerst ten gehore gebracht op Concert at Sea, een week voordat het werd uitgebracht. S10 vertelt dat het duet gaat over afscheid nemen en degene van wie je houdt los moeten laten.
Het duet werd 3FM Megahit en werd daarnaast ook uitgeroepen tot NPO Radio 2 TopSong.

## Hitnoteringen

### NederlandseSingle Top 100
| Hitnotering: 16-07-2022 t/m 23-07-2022 | Hitnotering: 16-07-2022 t/m 23-07-2022 | Hitnotering: 16-07-2022 t/m 23-07-2022 | Hitnotering: 16-07-2022 t/m 23-07-2022 |
| Week:                                  | 1                                      | 2                                      |                                        |
| -------------------------------------- | -------------------------------------- | -------------------------------------- | -------------------------------------- |
| Positie:                               | 60                                     | 81                                     | uit                                    |

### NPO Radio 2 Top 2000
| Nummer met noteringen in de NPO Radio 2 Top 2000 | '23  | '24  |
| ------------------------------------------------ | ---- | ---- |
| Laat me los                                      | 1640 | 1729 |

1. ↑  Een vetgedrukt getal geeft de hoogste notering aan.
2. ↑  2023 was het eerste jaar met een notering voor dit nummer.